# Coelbren y Beirdd

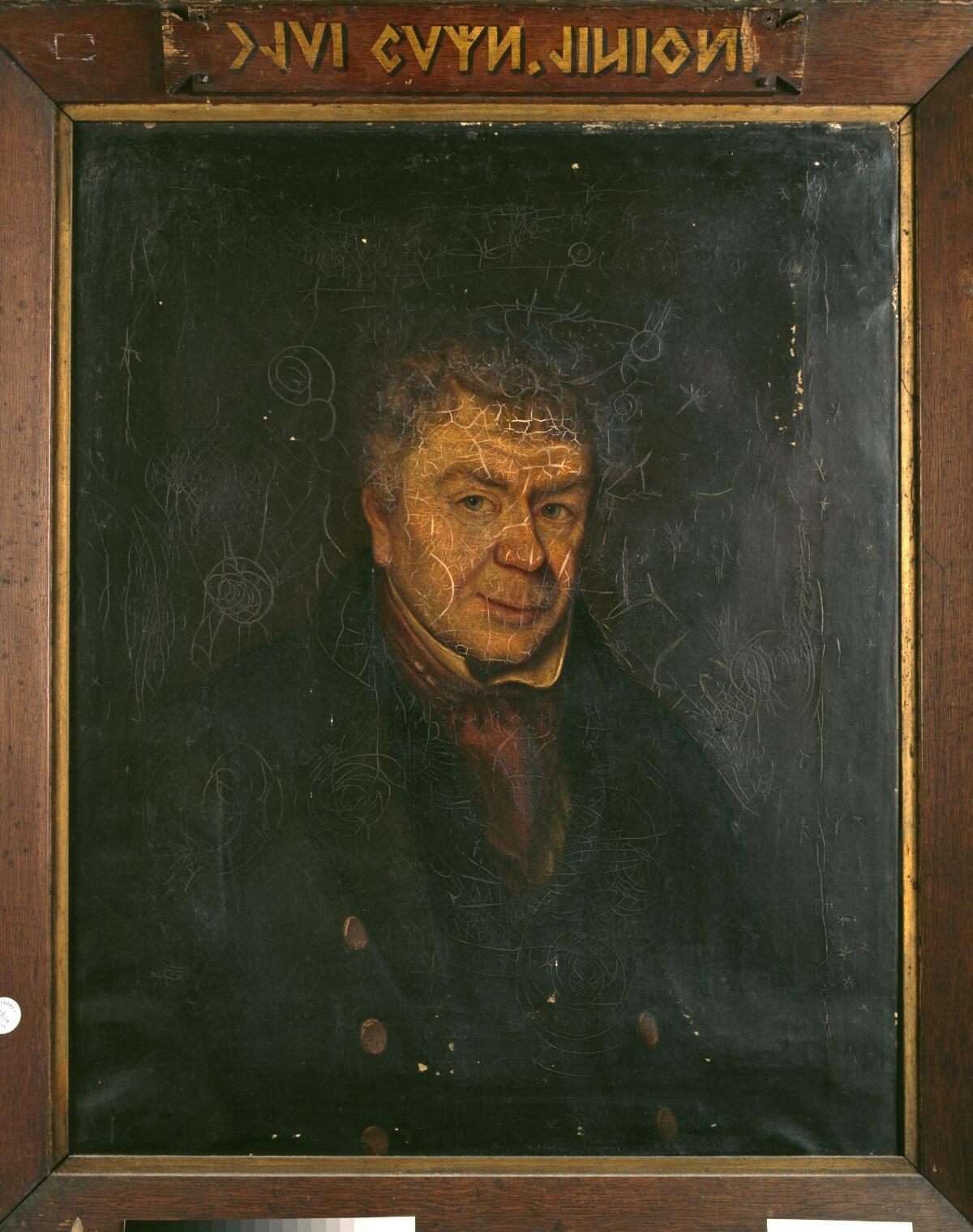
Dewi Wyn o Eifion (1784–1841) festménye Coelbren y Beirdd írással írt címmel

A Coelbren y Beirdd (angolul: Bards' lot) egy olyan írás, amelyet a tizennyolcadik század végén alkotott meg Edward Williams walesi antikvárius, műgyűjtő és irodalmi hamisító, irodalmi álnevén Iolo Morganwg.

## Jellemzői
Az ábécé húsz betűből és húsz egyéb, a hosszú magánhangzók leírására alkalmas jelből áll, amelyek leginkább az ókori görög írás jeleire emlékeztetnek. A jeleket négyoldalú fadarabokra lehetett faragni, és az Edward Williams által „peithynen”-nek nevezett keretbe illeszteni. Williams a fából faragott „druida ábécét” bemutatta barátainak illetve tekintélyes személyeknek, és sokakat sikerült meggyőznie annak hitelességéről.
Edward Williams fia, Taliesin Williams által írt, 1840-ben röpirat formájában kiadott walesi bárd- és druida-esszé védte az ábécé hitelességét, és 1838-ban megnyerte az Abergavenny Eisteddfod díjat.
Taliesin Williams könyve egy másik „bárd ábécéről” szólt, amely a Iolo kéziratokban található, valamint két kézirat címe szerepel a Barddas című könyvben, az egyiknek az alcíme „yn dorredig a chyllell”. Iolo Morganwg szerint ezek eredetileg glamorgan-i bárdok művei voltak, akik kézirataikat a Plas y Fan, a Neath Abbey, a Margam Abbey és a Raglan Könyvtárban őrzött gyűjteményekbe másoltatták, és többek között Meurig Dafydd és Lewys Morgannwg állította össze őket az 1700-as években. A feltételezések szerint ezeket is Edward Dafydd, John Bradford és Llywelyn Siôn írta át. Morganwg azt sugallta, hogy Siôn és Bradford kéziratainak egy részét ő gyűjtötte össze, viszont a többségük, beleértve Lewys Morgannwg összes forrását, elveszett. Ezt a hitelességre vonatkozó állítást számos tudós, például Glyn Cothi Lewis is megkérdőjelezte.
Edward Davies (1756-1831) Celtic Researches (1804) című művében szereplő betűk táblázata:

## Fordítás
Ez a szócikk részben vagy egészben  a   Coelbren y Beirdd című angol Wikipédia-szócikk ezen változatának fordításán alapul.  Az eredeti cikk szerkesztőit annak laptörténete sorolja fel. Ez a jelzés csupán a megfogalmazás eredetét és a szerzői jogokat jelzi, nem szolgál a cikkben szereplő információk forrásmegjelöléseként.